# CI +
CI Plus o Interfaz Común Plus, del inglés Common Interface Plus es una especificación que extiende la interfaz común (DVB-CI) que se encuentran en el estándar de radiodifusión digital DVB. Ha sido desarrollado por las empresas de electrónica de consumo Panasonic, Philips, Samsung y Sony, así como la empresa de tecnología de televisión de pago SmarDTV y el fabricante de chips fabless Neotion. El mayor operador de cable neerlandés, Ziggo, anunció que apoyará la base CI + integrada de televisión digital fija (IDTVs) activa. Otros partidarios de Canal+, y las compañías de acceso condicional Irdeto y Conax.
Un primer borrador de la especificación fue puesto en revisión a principios de 2008. La versión final se publicó a finales de mayo de 2008. CI + implementa una forma de protección de copia entre en módulo de acceso condicional (CAM) y el receptor de televisión.
El CI + primera aplicación fue lanzada por Blue Ocean Software en ANGA 2008. [Cita requerida]
Al hacer uso de los certificados y una autoridad de certificación, se forma un canal de confianza entre la CAM y el receptor de televisión cuando el contenido codificado se está recibiendo. En la norma original de CI, el contenido descifrado podría ser enviada a la interfaz PCMCIA no codificado. El establecimiento de la Autoridad de confianza ha terminado y ha sido designado un funcionario del  laboratorio de certificación de seguridad.